# (2929) Harris
(2929) Harris (1982 BK1) – planetoida z pasa głównego asteroid okrążająca Słońce w ciągu 5,51 lat w średniej odległości 3,12 j.a. Odkryta 24 stycznia 1982 roku.